# Quinchães
Quinchães ist eine Gemeinde im Norden Portugals.
Quinchães gehört zum Kreis Fafe im Distrikt Braga, besitzt eine Fläche von 10,6 km² und hat 2171 Einwohner (Stand 19. April 2021).